# 安德烈·弗拉基米罗维奇·切尔内绍夫
安德烈·弗拉基米罗维奇·切尔内绍夫（羅馬化：Andrey Vladimirovich Chernyshyov；1970年7月10日—）是俄罗斯政治人物，2020年起担任联邦委员会议员。他曾于2016年至2020年间担任第七届国家杜马议员。